# Касас-де-лос-Пінос
Касас-де-лос-Пінос (ісп. Casas de los Pinos) — муніципалітет в Іспанії, у складі автономної спільноти Кастилія-Ла-Манча, у провінції Куенка. Населення — 531 особа (2010).
Муніципалітет розташований на відстані близько 170 км на південний схід від Мадрида, 85 км на південь від Куенки.
На території муніципалітету розташовані такі населені пункти: (дані про населення за 2010 рік)
- Касас-де-лос-Пінос: 337 осіб
- Касас-де-Рольдан: 134 особи
- Лос-Естесос: 60 осіб

## Демографія
Динаміка населення (INE ):